# Plateau de la Garoupe
Le plateau de la Garoupe est un plateau situé sur la presqu'île du cap d'Antibes, sur la commune d'Antibes Juan-les-Pins.

## Présentation
Le nom du lieu fait référence à la camélée, un arbrisseau méditerranéen très présent sur le site et dont la dénomination provençale est garopa, transcrit garoupe en français.

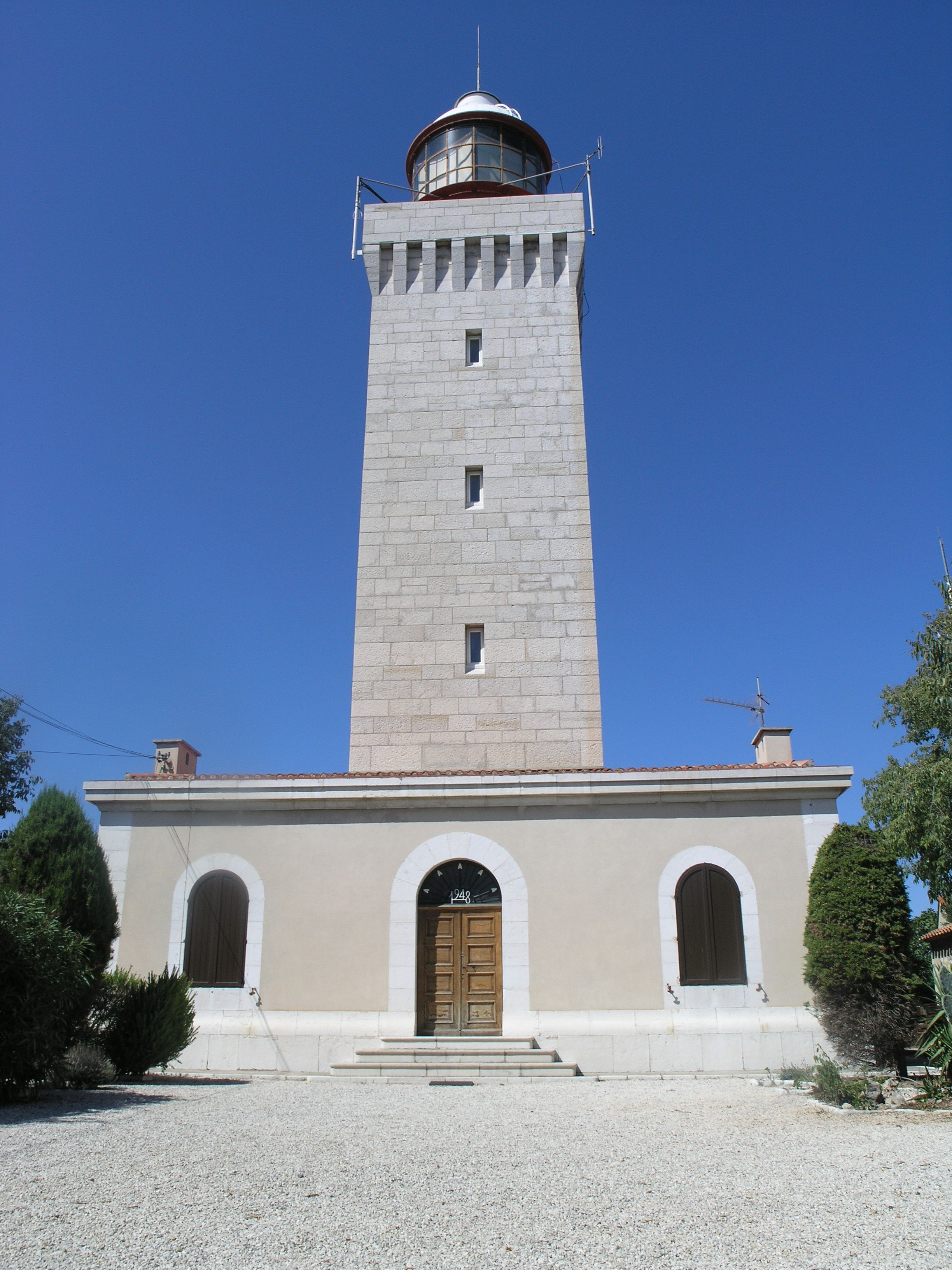
Le phare de la Garoupe.

Le plateau de la Garoupe culmine à 76 m d'altitude. S'y trouvent le phare de la Garoupe, la chapelle de la Garoupe, le sémaphore de la Marine nationale, des relais de télécommunications ainsi qu'un bar dont la terrasse est abritée par des pins d'Alep torturés par le vent.
Une table d'orientation permet de situer tous les points caractéristiques de la région. Par beau temps (surtout après un épisode de mistral) la vue qui s'étend de l'Italie, à l'est, au Cap Camarat, à l'ouest, en passant par les Alpes enneigées au nord et éventuellement les montagnes corses au sud (au petit matin, juste avant le lever du soleil) constitue un panorama singulier : le point d'observation est à la fois haut et avancé sur la mer.

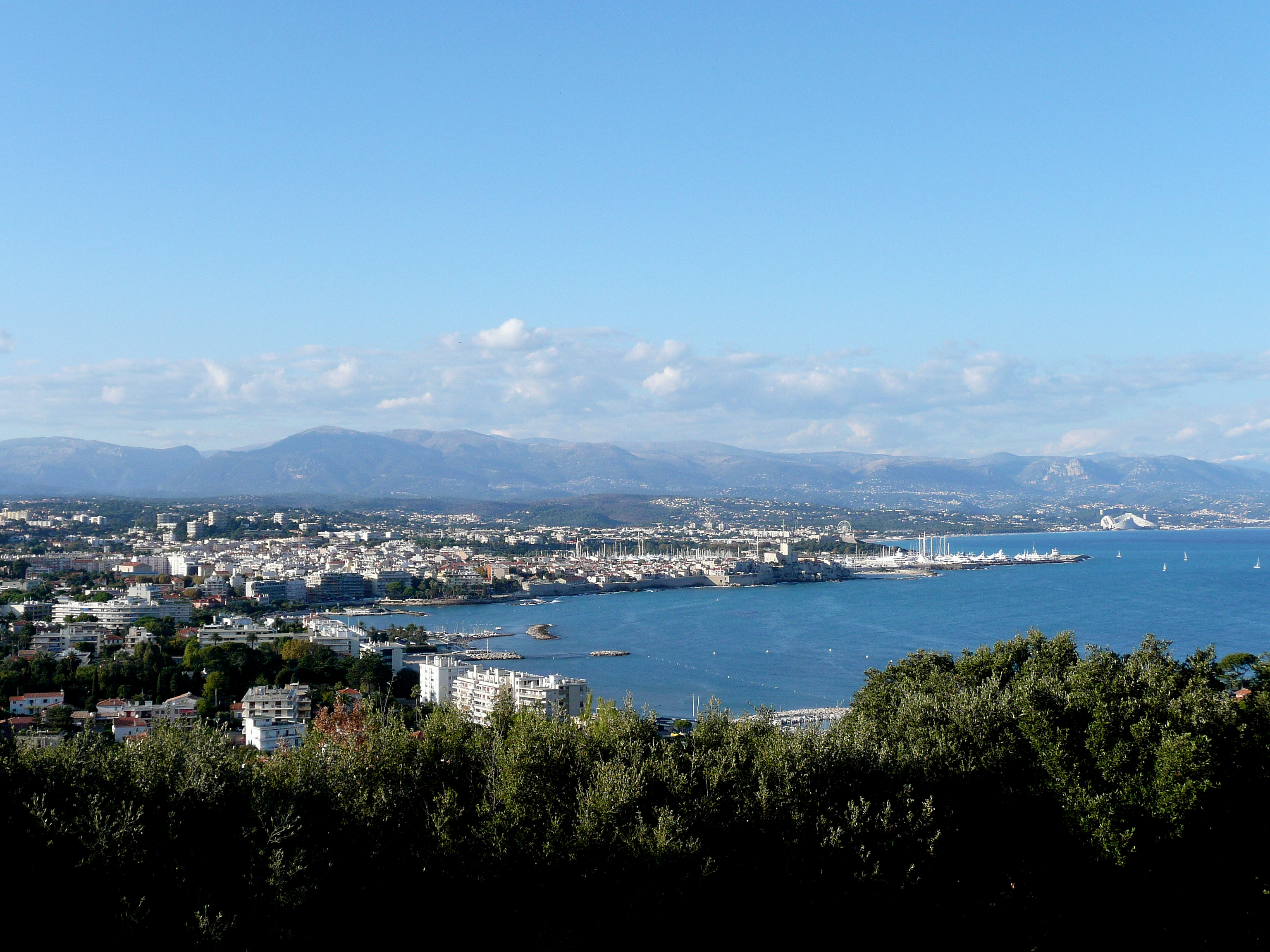
Vue plongeante sur Antibes et son port de plaisance depuis le plateau de la Garoupe.

A proximité du phare, se trouve la plage de sable de la Garoupe, l'un des sites les plus réputés de la Côte d'Azur pour son cadre au coeur du cap d'Antibes, face à la baie des Anges .